# وزارة أحمد نظيف الأولى
وزارة أحمد نظيف هي الوزارة الرابعة عشر بعد المائة في تاريخ مصر وشكلها الحزب الوطني عام 2004 برئاسة أحمد نظيف وزير الإتصالات السابق في حكومة عاطف عبيد.
صدر قرار تشكيل الوزارة في 13 يوليو 2004، وأدت الوزارة اليمين الدستورية في 14 يوليو 2004.
تقدمت الحكومة باستقالتها عقب انتهاء انتخابات الرئاسة عام 2005، حيث كلفها الرئيس مبارك الفائز في الانتخابات بالاستمرار في أداء مهامها لحين انتهاء الانتخابات البرلمانية، ثم قبل الرئيس مبارك الاستقالة.

## أعضاء الحكومة
- 13 يوليو 2004 تشكيل الوزارة الجديدة برئاسة أحمد نظيف.

| الوزارة                                   | الوزير                 | تعديلات 15 فبراير 2005 |
| ----------------------------------------- | ---------------------- | ---------------------- |
| رئيس مجلس الوزراء                         | أحمد نظيف              |                        |
| الدفاع والإنتاج الحربي                    | محمد حسين طنطاوي       |                        |
| الداخلية                                  | حبيب العادلي           |                        |
| الخارجية                                  | أحمد أبو الغيط         |                        |
| المالية                                   | يوسف بطرس غالي         |                        |
| الأوقاف                                   | محمود حمدي زقزوق       |                        |
| الزراعة واستصلاح الأراضي                  | أحمد عبد المنعم الليثي |                        |
| الطيران المدني                            | أحمد شفيق              |                        |
| الاتصالات وتكنولوجيا المعلومات            | طارق كامل              |                        |
| الثقافة                                   | فاروق حسني             |                        |
| الإعلام                                   | ممدوح البلتاجي         | أنس الفقي              |
| التربية والتعليم                          | أحمد جمال الدين موسى   |                        |
| التعليم العالي والدولة لشئون البحث العلمي | عمرو عزت سلامة         |                        |
| القوى العاملة والهجرة                     | أحمد العماوي           |                        |
| التأمينات والشؤون الاجتماعية              | أمينة الجندي           |                        |
| السياحة                                   | أحمد المغربي           |                        |
| الموارد المائية والري                     | محمود أبو زيد          |                        |
| الكهرباء والطاقة                          | حسن يونس               |                        |
| التجارة الخارجية والصناعة                 | رشيد محمد رشيد         |                        |
| التعاون الدولي                            | فايزة أبو النجا        |                        |
| التخطيط                                   | عثمان محمد عثمان       |                        |
| العدل                                     | محمود أبو الليل        |                        |
| الاستثمار                                 | محمود محيي الدين       |                        |
| التموين والتجارة الداخلية                 | حسن علي خضر            |                        |
| النقل                                     | عصام شرف               |                        |
| الصحة والسكان                             | محمد عوض تاج الدين     |                        |
| الإسكان والمرافق والمجتمعات العمرانية     | محمد إبراهيم سليمان    |                        |
| البترول                                   | سامح فهمي              |                        |
| الشباب                                    | أنس الفقي              | ممدوح البلتاجي         |
| الدولة للإنتاج الحربي                     | سيد مشعل               |                        |
| الدولة لشئون البيئة                       | ماجد جورج              |                        |
| الدولة للتنمية المحلية                    | عبد الرحيم شحاتة       |                        |
| الدولة للتنمية الإدارية                   | أحمد درويش             |                        |
| الدولة لشؤون مجلس الشوري                  | مفيد شهاب              |                        |
| الدولة لشؤون مجلس الشعب                   | كمال الشاذلي           |                        |